# Three Coins in the Fountain
Three Coins in the Fountain è un brano composto da Jule Styne e Sammy Cahn nel 1954 per il film omonimo, vincitore dell'Oscar alla migliore canzone ed eseguito da Frank Sinatra. Il titolo si riferisce all'usanza di gettare delle monete nella fontana di Trevi a Roma mentre si esprime un desiderio.

## Incisioni celebri
Il brano è stato inciso oltre che da Frank Sinatra, dal quartetto dei The Four Aces, Dinah Shore, Harry James, oltre che da Sergio Franchi, Jack Jones, Steve Martin e Steve Smith.
Antonella Ruggiero propone il brano in occasione del concerto alle Terme di Caracalla a Roma (2001), accompagnata da Arkè String Quartet e Ivan Ciccarelli. La registrazione dal vivo è contenuta nell'album "Quando facevo la cantante" (2018) - CD4 "Canzoni dal mondo".